# Фламанска бициклистичка недеља
Фламанска бициклистичка недеља (хол. Vlaamse Wielerweek, серија је од пет једнодневних бициклистичких трка, које се одржавају у Фландрији крајем марта и почетком априла, а траје 11 или 12 дана.
Фламанска недеља почиње са трком Дридагсе Бриж—Де Пан, након чега се вози Е3 саксо банк класик, познат по ранијим именима Е3 Харелбеке и Е3 Бинкбанк, а затим се возе Гент—Вевелгем, Дварс дор Фландерен и Ронде ван Фландерен као најважнија трка у серији.
До 2010. трка Брабантсе Пејл била је такође дио серије и одржавала се у недељу прије Ронде ван Фландерена, након чега јој је промијењен датум одржавања и помјерена је за каснији период, као увод у арденске класике, јер им је рута слична.

## Трке
Од 2018. Фламанску бициклистичку недељу чини пет трка:
- Дридагсе Бриж—Де Пан, која је првобитно вожена као етапна трка, у уторка до четвртка исте недеље кад се вози Ронде ван Фландерен, а од 2017. је једнодневна трка.[2]
- Е3 саксо банк класик, раније познат као Е3 Харелбеке и Е3 Бинкбанк, вози се у петак или суботу недељу дана прије Ронде ван Фландерена;[3]
- Гент—Вевелгем, вози се недељу дана прије Ронде ван Фландерена;[4]
- Дварс дор Фландерен, до 2017. вожена је у сриједу, недељу дана прије Ронде ван Фландерена, а од 2018. вози се исте недеље;[5]
- Ронде ван Фландерен, последња и најважнија трка у серији, једна од пет монументалних класика, вози се прве недеље у априлу.[6][7]

До 2010. године, трка Брабантсе Пејл била је такође дио серије, јер је такође организује организација Фландријски класици; одржавала се у недељу прије Ронде ван Фландерена, након чега јој је промијењен датум одржавања и помјерена је за период након Рондеа, као увод у арденске класике, јер им је рута слична и означава прелаз са калдрмисаних на арденске класике.

## Побједници (од 1990)

### 1990—2009
| Година | Дварс дор Фландерен     | Е3 Харелбеке            | Брабантсе Пејл           | Дридагсе ван де Пан      | Гент—Вевелгем               | Ронде ван Фландерен     |
| ------ | ----------------------- | ----------------------- | ------------------------ | ------------------------ | --------------------------- | ----------------------- |
| 1990   | Едвиг ван Хојдонк (BEL) | Серен Лилхолт (DEN)     | Франс Масен (NED)        | Ервин Нојбер (NED)       | Херман Фрисон (BEL)         | Морено Арђентин (ITA)   |
| 1991   | Ерик Вандерарден (BEL)  | Олаф Лудвиг (GER)       | Едвиг ван Хојдонк (BEL)  | Ели Нејдам (NED)         | Џамолидин Абдужапаров (URS) | Едвиг ван Хојдонк (BEL) |
| 1992   | Олаф Лудвиг (GER)       | Јохан Мусеув (BEL)      | Жоан Капи (BEL)          | Франс Масен (NED)        | Марио Чиполини (ITA)        | Џеки Дуран (FRA)        |
| 1993   | Јохан Мусеув (BEL)      | Марио Чиполини (ITA)    | Едвиг ван Хојдонк (BEL)  | Ерик Вандерарден (BEL)   | Марио Чиполини (ITA)        | Јохан Мусеув (BEL)      |
| 1994   | Карло Боманс (BEL)      | Андреј Чмил (MDA)       | Микеле Бартоли (ITA)     | Фабио Росчиоли (ITA)     | Вилфред Питерс (BEL)        | Ђани Буњо (ITA)         |
| 1995   | Јели Нејдам (NED)       | Барт Лејсен (BEL)       | Едвиг ван Хојдонк (BEL)  | Микеле Бартоли (ITA)     | Ларс Микелсен (DEN)         | Јохан Мусеув (BEL)      |
| 1996   | Тристан Хофман (DEN)    | Карло Боманс (BEL)      | Јохан Мусеув (BEL)       | Вјачеслав Екимов (RUS)   | Том Стилс (BEL)             | Микеле Бартоли (ITA)    |
| 1997   | Андреј Чмил (UKR)       | Хендрик ван Дајк (BEL)  | Ђанлука Пјанегонда (ITA) | Јохан Мусеув (BEL)       | Филип Гумон (FRA)           | Ролф Серенсен (DEN)     |
| 1998   | Том Стилс (BEL)         | Јохан Мусеув (BEL)      | Јохан Мусеув (BEL)       | Микеле Бартоли (ITA)     | Франк Ванденбрук (BEL)      | Јохан Мусеув (BEL)      |
| 1999   | Јохан Мусеув (BEL)      | Петер ван Петегем (BEL) | Микеле Бартоли (ITA)     | Петер ван Петегем (BEL)  | Том Стилс (BEL)             | Петер ван Петегем (BEL) |
| 2000   | Тристан Хофман (NED)    | Сергеј Иванов (RUS)     | Јохан Мусеув (BEL)       | Вјачеслав Екимов (RUS)   | Герт ван Бонд (BEL)         | Андреј Чмил (BEL)       |
| 2001   | Нико Екут (BEL)         | Андреј Чмил (BEL)       | Михаел Богер (NED)       | Нико Матан (BEL)         | Џорџ Хинкапи (USA)          | Ђанлука Бортоломи (ITA) |
| 2002   | Баден Кук (AUS)         | Дарио Пјери (ITA)       | Фабијен де Вале (BEL)    | Петер ван Петегем (BEL)  | Марио Чиполини (ITA)        | Андреа Тафи (ITA)       |
| 2003   | Роби Макјуен (AUS)      | Стивен де Јонг (NED)    | Михаел Богер (NED)       | Раивис Белохвошчик (LAT) | Андеас Клер (GER)           | Петер ван Петегем (BEL) |
| 2004   | Лудовик Капел (BEL)     | Том Бонен (BEL)         | Лука Паолини (ITA)       | Џорџ Хинкапи (USA)       | Том Бонен (BEL)             | Стефан Визман (GER)     |
| 2005   | Нико Екут (BEL)         | Том Бонен (BEL)         | Оскар Фреире (ESP)       | Штајн Деволдер (BEL)     | Нико Матан (BEL)            | Том Бонен (BEL)         |
| 2006   | Фредерик Вешелен (BEL)  | Том Бонен (BEL)         | Оскар Фреире (ESP)       | Лејф Ост (BEL)           | Тор Хусховд (NOR)           | Том Бонен (BEL)         |
| 2007   | Том Бонен (BEL)         | Том Бонен (BEL)         | Оскар Фреире (ESP)       | Алесандро Балан (ITA)    | Маркус Бурхарт (GER)        | Алесандро Балан (ITA)   |
| 2008   | Силван Шаванел (FRA)    | Курт Асл Арвесен (NOR)  | Силван Шаванел (FRA)     | Јост Постхума (NED)      | Оскар Фреире (ESP)          | Штајн Деволдер (BEL)    |
| 2009   | Кевин ван Импе (BEL)    | Филипо Поцато (ITA)     | Ентони Жеслин (FRA)      | Фредерик Вилемс (BEL)    | Едвалд Босон Хаген (NOR)    | Штајн Деволдер (BEL)    |
|        | Дварс дор Фландерен     | Е3 Харелбеке            | Брабантсе Пејл           | Дридагсе ван де Пан      | Гент—Вевелгем               | Ронде ван Фландерен     |

### 2010—2017
| Година | Дварс дор Фландерен  | Е3 Бинкбанк             | Гент—Вевелгем          | Дридагсе ван де Пан       | Ронде ван Фландерен      |
| ------ | -------------------- | ----------------------- | ---------------------- | ------------------------- | ------------------------ |
| 2010   | Мати Брешел (DEN)    | Фабијан Канчелара (SUI) | Бернард Ајзел (AUT)    | Дејвид Милар (GBR)        | Фабијан Канчелара (SUI)  |
| 2011   | Ник Нојенс (BEL)     | Фабијан Канчелара (SUI) | Том Бонен (BEL)        | Себастјен Розелер (BEL)   | Ник Нојенс (BEL)         |
| 2012   | Ники Терпстра (NED)  | Том Бонен (BEL)         | Том Бонен (BEL)        | Силван Шаванел (FRA)      | Том Бонен (BEL)          |
| 2013   | Оскар Гато (ITA)     | Фабијан Канчелара (SUI) | Петер Саган (SVK)      | Силван Шаванел (FRA)      | Фабијан Канчелара (SUI)  |
| 2014   | Ники Терпстра (NED)  | Петер Саган (SVK)       | Џон Дегенколб (GER)    | Гијом ван Кејрсбулк (BEL) | Фабијан Канчелара (SUI)  |
| 2015   | Јеле Валајс (BEL)    | Герент Томас (GBR)      | Лука Паолини (ITA)     | Александар Кристоф (NOR)  | Александар Кристоф (NOR) |
| 2016   | Јенс Дебусхере (BEL) | Михал Квјатковски (POL) | Петер Саган (SVK)      | Лиуве Вестра (NED)        | Петер Саган (SVK)        |
| 2017   | Ив Лампар (BEL)      | Грег ван Авермат (BEL)  | Грег ван Авермат (BEL) | Филип Жилбер (BEL)        | Филип Жилбер (BEL)       |
|        | Дварс дор Фландерен  | Е3 Харелбеке            | Гент—Вевелгем          | Дридагсе ван де Пан       | Ронде ван Фландерен      |

### 2018—данас
Године 2018. етапна трка Дридагсе ван де Пан, промијенила је назив у Дридагсе Бриж—Де Пан, као и формат, поставши једнодневна трка и прва трка у оквиру Фламанске недеље.
| Година | Класик Бриж—Де Пан           | Е3 саксо банк класик    | Гент—Вевелгем            | Дварс дор Фландерен     | Ронде ван Фландерен     |
| ------ | ---------------------------- | ----------------------- | ------------------------ | ----------------------- | ----------------------- |
| 2018.  | Елија Вивијани (ИТА)         | Ники Терпстра (ХОЛ)     | Петер Саган (СВК)        | Ив Лампар (БЕЛ)         | Ники Терпстра (ХОЛ)     |
| 2019.  | Дилан Груневеген (ХОЛ)       | Здењек Штибар (ЧЕШ)     | Александер Кристоф (НОР) | Метју ван дер Пул (ХОЛ) | Алберто Бетиол (ИТА)    |
| 2020.  | Ив Лампар (БЕЛ)              | није било трке          | Мадс Педерсен (ДАН)      | није било трке          | Метју ван дер Пул (ХОЛ) |
| 2021.  | Сем Бенет (ИРЛ)              | Каспер Асгрен (ДАН)     | Ваут ван Арт (БЕЛ)       | Дилан ван Барле (ХОЛ)   | Каспер Асгрен (ДАН)     |
| 2022.  | Тим Мерлије (БЕЛ)            | Ваут ван Арт (БЕЛ)      | Бинијам Грмај (ЕРИ)      | Метју ван дер Пул (ХОЛ) | Метју ван дер Пул (ХОЛ) |
| 2023.  | Јаспер Филипсен (БЕЛ)        | Ваут ван Арт (БЕЛ)      | Кристоф Лапорт (ФРА)     | Кристоф Лапорт (ФРА)    | Тадеј Погачар (СЛО)     |
| 2024.  | Јаспер Филипсен (БЕЛ)        | Метју ван дер Пул (ХОЛ) | Мадс Педерсен (ДАН)      | Матео Јоргенсен (САД)   | Метју ван дер Пул (ХОЛ) |
| 2025.  | Хуан Себастијан Молано (КОЛ) | Метју ван дер Пул (ХОЛ) | Мадс Педерсен (ДАН)      | Нилсон Паулес (САД)     | Тадеј Погачар (СЛО)     |
|        | Класик Бриж—Де Пан           | Е3 саксо банк класик    | Гент—Вевелгем            | Дварс дор Фландерен     | Ронде ван Фландерен     |